# 森岡ほのか
森岡 ほのか（もりおか ほのか、2004年11月18日 - ）は、日本の女子バスケットボール選手である。ポジションはポイントガード。Wリーグの日立ハイテク クーガーズ所属。

## 来歴
北海道出身。
札幌山の手高校では1年次より主将を務め全国大会で活躍。3年次のウインターカップでは1回戦で9本の3ポイントを含む41得点を記録し、6試合で165得点、38アシスト、3ポイント20本成功といずれも大会最多を記録、札幌山の手の11年ぶり決勝進出に貢献。
2023年1月、日立ハイテク クーガーズにアーリーエントリーとして加入。1月21日に北海きたえーるでのトヨタ自動車戦の第1Q残り2分44秒でコートに入りWリーグデビューし、第2Q残り6分53秒で初得点も決めた。

## 所属歴
- 札幌山の手高校
- 日立ハイテク（2023年〜）

## 日本代表歴
- 2022年U18アジア選手権